# Gualberto Fabricio de Vagad
Gualberto Fabricio de Vagad (en aragonès medieval Gauberte Fabricio de Vagad, Saragossa, segle XV - ?, ?) fou un monjo benedictí aragonès i és considerat el primer gran cronista aragonès. La seva obra cabdal fou Crónica de Aragón, que compren la història del Regne d'Aragó fins al 1458, i fou editada a Saragossa el 1499.